# الجمبري المقدم بالوعاء
جمبري مُقدم بالوعاء، هو طبق بريطاني تقليدي مطبوخ من الجمبري البُني ومُنكه بجوزة الطيب.
الطبق مُكون من الجمبري البني المطهي في الزبدة بنكهة جوزة الطيب، والذي يتم تحضيره بوعاء صغير، الزُبدة تُعد كمادة حافظة للجمبري. من الممكن إضافة الفلفل الحار. ومن التقليدي أكلها مع الخبز.
الجمبري المُقدم بالوعاء كان الطبق المُفضل ل «إيان فليمنج» الذي نقل ميوله بحُب الطعام إلي شخصيته الخيالية "جيمس بوند".
كان فليمنج معتاد دائماً علي أكل هذا الطبق في مطعم سكوت بشارع ماونت في لندن.